# Tunisie Télévision 1
Tunisie Télévision 1 ou TT1 est une chaîne de télévision tunisienne lancée par Tarek Bachraoui le 1er juin 2010 après plusieurs années d'attente de licence sous le régime du président Zine el-Abidine Ben Ali. Après la révolution de 2011, la Haute Autorité indépendante de la communication audiovisuelle refuse toujours d'accorder une licence à la chaîne.